# Пабрикис-Дасахлеба
Пабрикис-Дасахлеба (груз. ფაბრიკის დასახლება) — село в Грузии, на территории Горийского муниципалитета края (мхаре) Шида-Картли.

## География
Село находится в центральной части Грузии, на левом берегу реки Меджуды, на расстоянии приблизительно 11 километров (по прямой) к северо-востоку от города Гори, административного центра муниципалитета.

## Население
По результатам официальной переписи населения 2014 года в Пабрикис-Дасахлебе проживало 370 человек (162 мужчины и 208 женщин). В национальной структуре населения грузины составляли 96,2 %, осетины — 3 %, армяне — 0,5 %.